# Poto velký
Poto velký (Perodicticus potto), známý také pod synonymy aposu, potto nebo poto krátkoocasý, je málo dotčená poloopice z čeledi outloňovití, jediný druh rodu Perodicticus. Druh popsal Philipp Ludwig Statius Müller roku 1766.

## Výskyt
Poto velký se vyskytuje v rovníkové Africe. K životu dává přednost tropickým lesům v různých stanovištích, od nížinných pralesů až po horské lesy ve výšce přesahující 2000 m n. m. Na stromech ho lze běžně potkat ve výškách od pěti do třiceti metrů.

## Popis a chování
Poto velký měří 30–42 cm, hmotnost se odhaduje na 0,8–1,6 kg; jde o největší druh z čeledi outloňovití (Loridae). Druh je příkladem Bergmannova pravidla, neboť zvířata z chladnějších, výše položených oblastí jsou obvykle mohutnější. Srst je krátká, má červenohnědé až černé zbarvení. Končetiny jsou dlouhé a štíhlé, dlaně jsou v mnohých ohledech adaptovány pro mocný úchop. Hlava je kulatá, jsou na ní umístěny velké oči, pomáhající potovi vidět i ve tmě. Poto se živí různorodou potravou, například ovocem nebo bezobratlými, někdy si troufne i na ještěrku. Březost trvá 180–205 dnů. Mláďata mají po narození světlé zbarvení. Ve věku asi 3 až 4 měsíců začínají svou matku doprovázet při hledání potravy. Pohlavní dospělosti dosáhnou kolem 9. až 18. měsíce věku, ve volné přírodě se dožívají zhruba 11 let, v zajetí i 26 let.

## Ohrožení
Poto velký je k roku 2024 považován za téměř ohrožený druh, a to kvůli ztrátě přirozeného prostředí a lovu.

## Poddruhy
Původně klasifikované poddruhy Perodicticus potto potto, P. p. edwardsi a P. p. ibeanus jsou na základě rozdílů v morfologii a mtDNA dat pokládány spíše za samostatné druhy. Samostatným druhem může být i forma žijící na východ od řeky Volty (poddruh juju).